# Fauna da Argentina
Há grande quantidade de aves, répteis e roedores. Entre os mamíferos estão a onça-pintada, a suçuarana, o gato-dos-pampas. Há raposas em várias regiões e, na mata subtropical, o macaco guariba é bastante encontrado, bem como a doninha, a anta, o tamanduá-bandeira, o tatu, diversas espécies de cervo e, nas regiões andinas, a lhama, a alpaca, a vicunha e o guanaco. A ordem dos roedores é bem representada, com capivaras e vários tipos de coelho.
Os répteis incluem a jibóia e peçonhentas como a cobra-coral e a cascavel, além de jacarés e lagartos. São particularmente numerosas as espécies de aves, de muitos papagaios e poucas emas e gansos selvagens, garças, gaviões e, no alto dos Andes, o condor. No extremo sul do país, a fauna do litoral gelado conta com muitas das espécies peculiares a essa paisagem, como os pinguins, as focas, os lobos-marinhos.